# Elsa von Gutmann

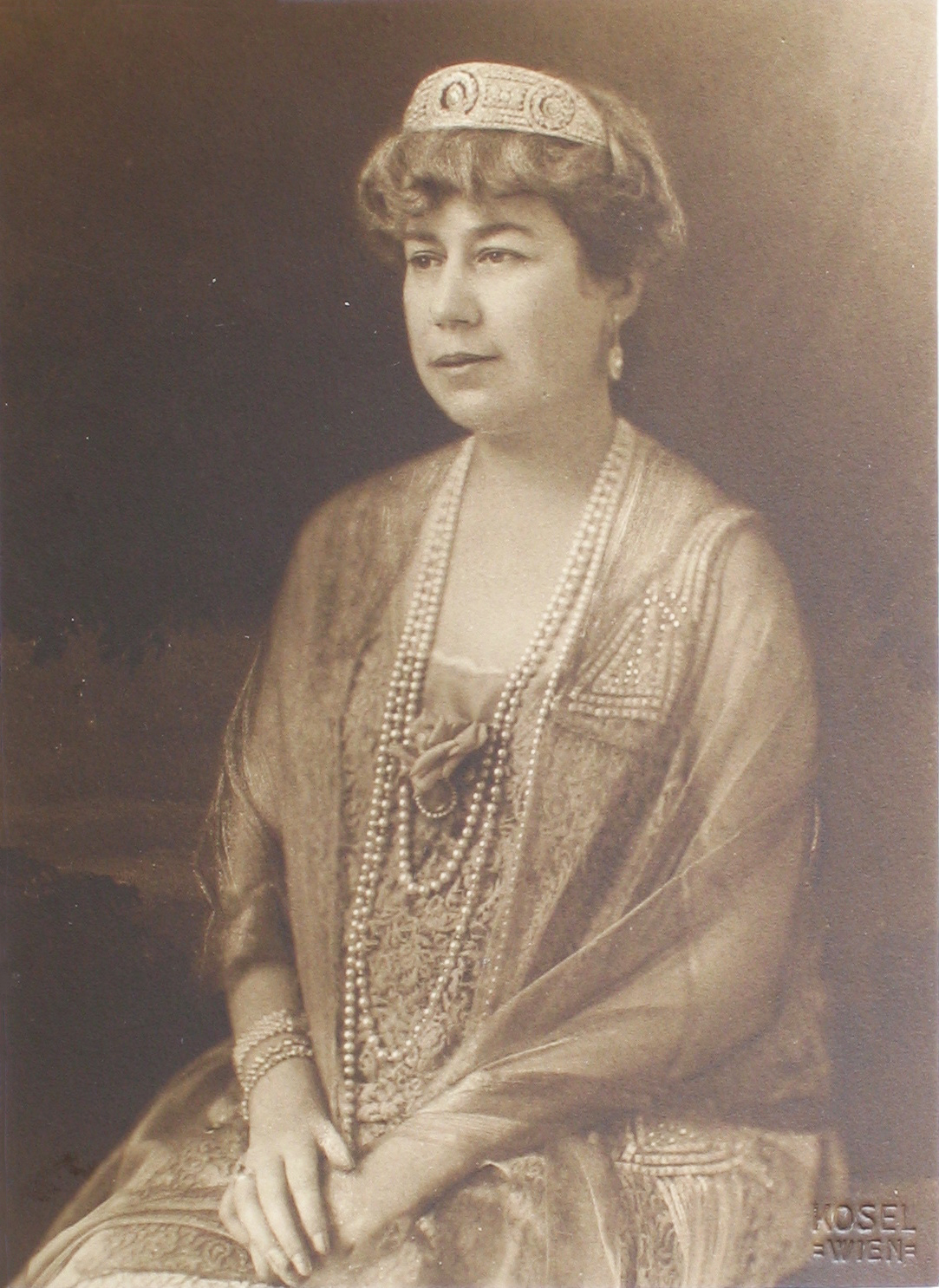
Elsa von Gutmann, 1931.

Elisabeth (Elsa) von Gutmann, född 6 januari 1875, död 28 september 1947, var furstinna av Liechtenstein 1929-1938 och gift med furst Frans I av Liechtenstein.
Hon var dotter till Wilhelm Ritter von Gutmann och Ida Wodianer. Hennes far var en ledande judisk affärsman från Mähren, som adlades av kejsar Frans Josef I av Österrike 1878. Han var ordförande i den judiska gemenskapen i Wien 1891-92. 
Elsa gifte sig första gången med den ungerska baronen Géza Erős av Bethlenfalva, som avled redan den 7 augusti 1908. Hon mötte  Frans von Liechtenstein i samband med arbetet för en soldatfond 1914, och de gifte sig den 22 juni 1929 efter att Frans blivit furste. 
Paret var det första fursteparet i Liechtenstein som regelbundet gjorde besök i landet och skapade kontakt med allmänheten genom ett aktivt representerande, och Elsa besökte sjukhus, deltog vid invigningar och gav bidrag till behövande. Hon grundade en fond för ungdomar som fortfarande fungerar och blev mycket omtyckt. 
Gutmann hade dock år 1938 blivit identifierad som Liechtensteins "judefråga" av landets inhemska nazister, vilket ledde till att maken abdikerade. Vid Nazitysklands annektering av Österrike 1938 bosatte hon sig i Schweiz, där hon också avled.    